# Кемпер, Бой
Бой Кемпер (нидерл. Boy Kemper; род. 21 июня 1999 года, Пюрмеренд, Нидерланды) — нидерландский футболист, защитник клуба НАК Бреда.

## Клубная карьера
Кемпер — воспитанник клубов «Волендам» и столичного «Аякса». 18 августа 2017 в матче против «Камбюра» он дебютировал в Эрстедивизи за дублирующий состав последних. В июле 2020 года подписал трёхлетний контракт с клубом АДО Ден Хааг. 13 сентября в матче против «Хераклеса» он дебютировал в Эредивизи.

## Международная карьера
В 2017 году в составе юношеской сборной Нидерландов Кемпер принял участие в юношеском чемпионате Европы в Грузии. На турнире он сыграл в матче против команды Португалии.